# Rudolf Will
Rudolf Will (* 16. Dezember 1893 in München; † 10. Januar 1963) war ein deutscher Politiker (FDP).

## Leben und Beruf
Nach dem Abitur am Realgymnasium in München nahm Will von 1914 bis 1918 als Soldat am Ersten Weltkrieg teil. Anschließend begann er ein Studium der Rechts- und Staatswissenschaften an der Ludwig-Maximilians-Universität München, das er mit der Promotion zum Dr. rer. pol. beendete. Danach arbeitete er in der privaten Versicherungswirtschaft und wurde 1924 Direktor des Gerling-Konzerns in Berlin-Charlottenburg. Außerdem war er Beiratsmitglied des Verbandes Berliner industrieller Kaufleute.

## Partei
Will gehörte 1945 zu den Mitbegründern der Berliner LDPD und war Bezirksvorsitzender der Partei in Charlottenburg. Nach der Bildung des Berliner FDP-Landesverbandes wurde er in den geschäftsführenden Vorstand gewählt. Von 1956 bis 1958 sowie 1959/60 war er Landesvorsitzender der Berliner Liberalen. Er war außerdem von 1956 bis 1960 Mitglied im FDP-Bundesvorstand.

## Abgeordneter
Will war von 1946 bis 1948 Bezirksverordneter in Charlottenburg und von 1949 bis 1952 Mitglied des Berliner Abgeordnetenhauses. Dem Deutschen Bundestag gehörte er seit der Erhöhung der Zahl der Berliner Abgeordneten am 1. Februar 1952 bis 1961 an. Vom 14. Mai 1955 bis 1957 war er stellvertretender Vorsitzender des Bundestagsausschusses für Wiederaufbau und Wohnungswesen.